# David Sklansky
David Sklansky (Teaneck, 1947) is een Amerikaans professioneel pokerspeler en auteur van boeken over met name dit kaartspel. Hij bezit drie World Series of Poker-bracelets (twee behaald op de WSOP 1982, één op de WSOP 1983).

## Visie
Sklansky staat middels zijn boeken bekend om zijn wiskundige en behoudende visie op en aanpak van pokerspelen. Kansberekening speelt een fundamentele rol in zijn educatieve uitgaves. Sklansky's 'Hold 'em Poker (1976) was het eerste boek over Texas Hold 'em. Het verschijnen van het boek kwam hem in eerste instantie op kritiek van medespelers te staan. Zij waren bang dat hun het brood uit de mond gestoten werd, werd omdat Sklansky een aanzienlijk aantal finesses van het spel uitlegde die voorheen alleen grootschalig bij professionals bekend waren. De kritiek sloeg om in respect toen dit bleek mee te vallen en Hold 'em Poker met name voor een behoorlijke aanwas van nieuwe spelers zorgde.

## WSOP
| Jaar                       | Toernooi           | Prijs     |
| -------------------------- | ------------------ | --------- |
| World Series of Poker 1982 | $1.000 Draw High   | $15.500,- |
| World Series of Poker 1982 | $800 Mixed Doubles | $8.800,-  |
| World Series of Poker 1983 | $1.000 Limit Omaha | $25.500,- |